# Charles Henry Mackintosh
Charles Henry Mackintosh (County Wicklow, oktober 1820  – Cheltenham, 2 november 1896) was een Ierse predikant, gespecialiseerd in commentaren op de Bijbel.
Mackintosh was de zoon van kapitein Duncan Mackintosh, een officier in de Black Watch, ontstaan in 1725, een regiment van de Schotse Hooglanden, destijds de Highland Brigade genaamd. Charles had op 18-jarige leeftijd een spirituele ervaring door de brieven van zijn zus en het lezen van John Nelson Darby's Operations of the Spirit. 
In 1843 schreef Mackintosh zijn eerste traktaat, getiteld Peace with God. Toen Charles 24 jaar was, opende hij een privéschool in Westport, in het Ierse graafschap Mayo, waar hij een speciale methode ontwikkelde om klassieke talen te onderwijzen.

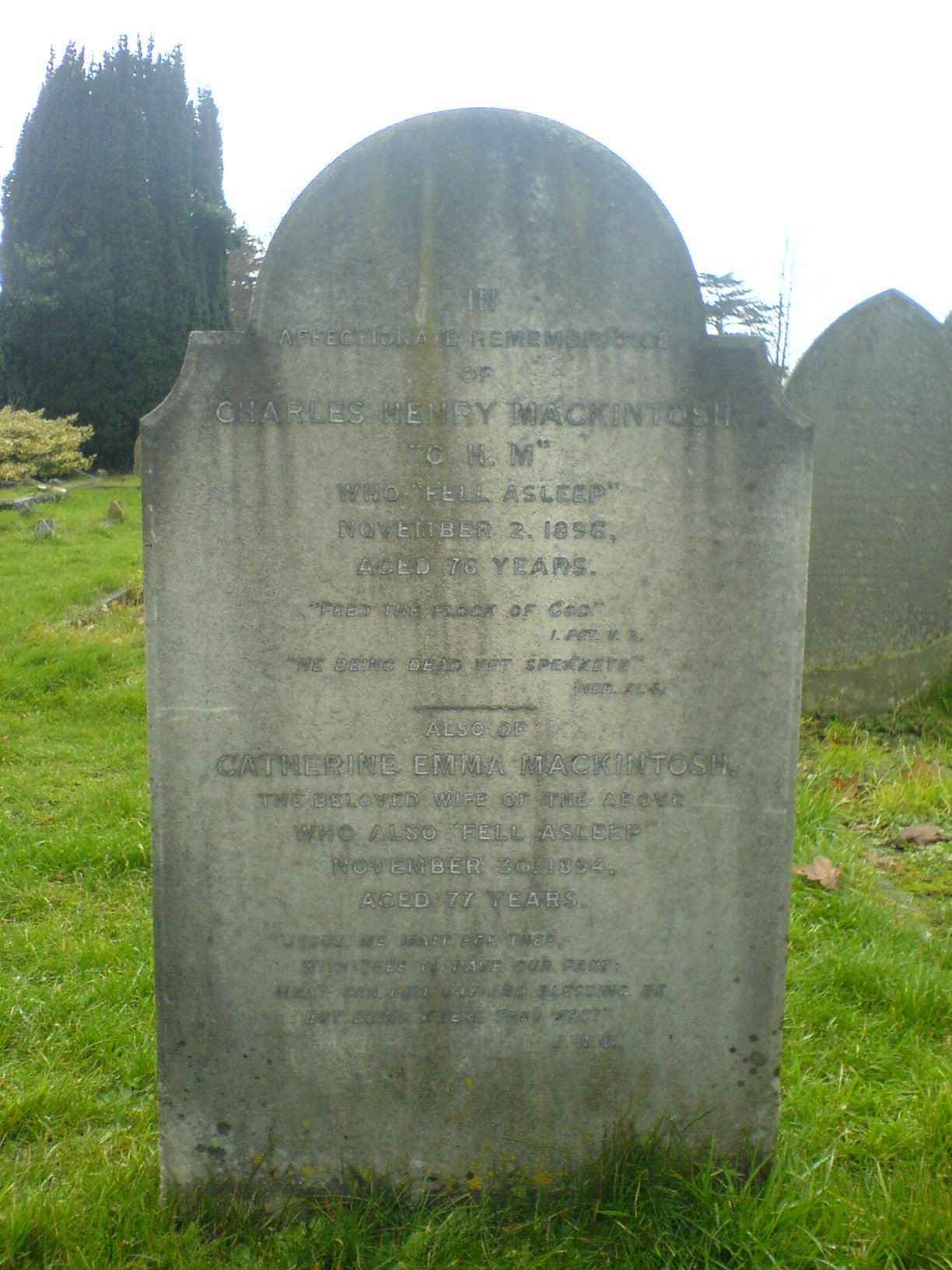
Grafsteen van Mackintosh in Cheltenham

Mackintosh' literaire faam berust voornamelijk op zijn commentaren op de Pentateuch, te weten het 334 pagina's tellende werk Aantekeningen op Genesis alsook op een tweedelig werk over Deuteronomium van in totaal meer dan 800 pagina's. Deze boeken zijn vertaald en nog steeds in druk. 
Mackintosh stierf op 2 november 1896 kort na het ingaan van zijn 76e jaar, na toenemende zwakte waarin hij geen energie meer had om te prediken, hoewel hij was blijven schrijven totdat zelfs dat onmogelijk was. Vier dagen later, op 6 november 1896, werd hij begraven op de begraafplaats Cheltenham Cemetery in Cheltenham, gelegen in het Engelse graafschap Gloucestershire.
- Bibliothèque nationale de France: cb120573647 (data)
- Gemeinsame Normdatei: 132291363
- International Standard Name Identifier: 0000 0000 8350 3041
- Library of Congress Control Number: nr95037757
- Nationale Bibliotheek van Tsjechië: ola2008434610
- Nationale Bibliotheek van Israël: 987007264977505171
- Nederlandse Thesaurus van Auteursnamen: 072575247
- SNAC: w61k6xxj
- Système universitaire de documentation: 028815610
- Trove: 822346
- Virtual International Authority File: 2491307
- WorldCat: E39PBJjtdrTPbr9RYtpYmmDrMP